# Rio Abacaxis
Der Rio Abacaxis ist ein Fluss im brasilianischen Bundesstaat Amazonas. Er ist ein rechter Nebenfluss des Paraná do Urariá, ein Flussarm, der vom Rio Madeira rechts abzweigt und später auf den Paraná do Ramos, ein südlicher Nebenarm des Amazonas, trifft. Der Río Abacaxis hat eine Länge von ungefähr 675 km lang. Seine Mündung liegt ca. 160 km südöstlich von Manaus. Der Fluss ist ein bekanntes Fanggebiet von Diskusfischen.

## Flusslauf
Der Rio Abacaxis entspringt in einem niedrigen Höhenkamm 7 km südlich der Transamazônica an der Grenze der Gemeindegebiete von Lábrea und Parintins auf einer Höhe von 200 m. Er verläuft anfangs bis Flusskilometer 410 nach Norden. Anschließend fließt er bis Flusskilometer 160 in nordnordöstlicher Richtung. Bis zu dieser Stelle weist der Fluss ein stark mäandrierendes Verhalten mit zahlreichen engen Flussschlingen und Altarmen auf. Nun biegt der Rio Abacaxis nach Westen ab und behält diesen Kurs auf den folgenden 40 Kilometern bei. Auf den letzten 80 Kilometern fließt der Rio Abacaxis in Richtung Nordnordwest. Auf diesem untersten Flussabschnitt verwandelt sich der Fluss zu einem Seensystem. Etwa 8 km oberhalb der Mündung trifft der Rio Marimari von Westen kommend auf den Rio Abacaxis.

## Einzugsgebiet
Der Rio Abacaxis entwässert ein Areal von etwa 21.000 km². Das Einzugsgebiet liegt im Amazonasbecken und ist weitgehend unbewohnt. Dieses grenzt im Westen an die der Flüsse Rio Sucunduri und Rio Canumã, im Süden an das des Rio Tapajós, im Osten an das des Rio Maués Açu (auch Rio Parauari) sowie im Norden an die der Flüsse Rio Apoquitaua und Rio Paraconi. Am Oberlauf befindet sich der Parque Nacional do Acari. Das rechte Flussufer des Mittellaufs gehört zum  Waldschutzgebiet Floresta Nacional de Pau-Rosa.